# Geroj (film fra 2019)
 Ikke at forveksle med Geroj (film fra 2016).
Geroj (russisk: Герой) er en russisk spillefilm fra 2019 instrueret af Karen Oganesjan.

## Medvirkende
- Aleksandr Petrov som Andrej Olegovitj Rodin
- Svetlana Khodtjenkova som Marija "Masja" Rakhmanova
- Vladimir Masjkov som Oleg Rodin
- Konstantin Lavronenko som Maksim Mikhajlovitj Katajev
- Marina Petrenko som Zotova